# Фінал Ліги чемпіонів УЄФА 2001
Фінал Ліги чемпіонів УЄФА 2001 (англ. 2001 UEFA Champions League Final) — футбольний матч, що пройшов 23 травня 2001 на стадіоні «Сан Сіро» в італійському Мілані для визначення переможця Ліги чемпіонів УЄФА сезону 2000/01. У фінальному матчі 2001 року зустрілися команди, які програвали у двох попередніх фіналах Ліги чемпіонів, — «Баварія» (Мюнхен), яка у фіналі 1999 року поступилася «Манчестер Юнайтед», та «Валенсія», яка програла фінал 2000 року землякам з «Реал Мадрид».
Основний і додатковий час зустрічі закінчилися нічиєю з рахунком 1:1, а в серії післяматчевих пенальті вправнішими були футболісти «Баварії», які здобули для свого клубу четвертий Кубок європейських чемпіонів в його історії. Ушосте в історії фіналів Кубка/Ліги чемпіонів переможця було визначено в серії 11-метрових, втім, враховуючи, що обидва голи в основний час матчу було також забито з пенальті, гра стала першою результативною фінальною грою найпрестижнішого європейського футбольного клубного турніру, в якій усі голи забивалися з пенальті.
Таким чином «Валенсія» удруге поспіль стала переможеною у фіналі Ліги чемпіонів, а для її тренера, аргентинця Ектора Купера, гра стала третьою поспіль поразкою у фіналах єврокубків — до програшу фіналу ЛЧ 2000 з валенсійцями у 1999 році він не зміг перемогти у фіналі Кубка володарів кубків зі своїм попереднім клубом, «Мальоркою». Його у візаві у матчі тренер мюнхенців Оттмар Гітцфельд здобув свій другий титул переможця Ліги чемпіонів і став лише другим в історії тренером (після Ернста Гаппеля), якому вдалося виграти найпрестижніший клубний турнір Старого світу з двома різними командами (його попередня перемога була здобута 1997 року з дортмундською «Боруссією»).

## Дорога до фіналу
| Команда            | І | В | Н | П | МЗ | МП | РМ | О  |
| ------------------ | - | - | - | - | -- | -- | -- | -- |
| «Баварія» (Мюнхен) | 6 | 3 | 2 | 1 | 9  | 4  | +5 | 11 |
| «Парі Сен-Жермен»  | 6 | 3 | 1 | 2 | 14 | 9  | +5 | 10 |
| «Русенборг»        | 6 | 2 | 1 | 3 | 13 | 15 | -2 | 7  |
| «Гельсінгборг»     | 6 | 1 | 2 | 3 | 6  | 14 | -8 | 5  |

| Команда              | І | В | Н | П | МЗ | МП | РМ | О  |
| -------------------- | - | - | - | - | -- | -- | -- | -- |
| «Валенсія»           | 6 | 4 | 1 | 1 | 7  | 4  | +3 | 13 |
| «Ліон»               | 6 | 3 | 0 | 3 | 8  | 6  | +2 | 9  |
| «Олімпіакос» (Пірей) | 6 | 3 | 0 | 3 | 6  | 5  | +1 | 9  |
| «Геренвен»           | 6 | 1 | 1 | 4 | 3  | 9  | -6 | 4  |

| Команда            | І | В | Н | П | МЗ | МП | РВ | О  |
| ------------------ | - | - | - | - | -- | -- | -- | -- |
| «Баварія» (Мюнхен) | 6 | 4 | 1 | 1 | 8  | 5  | +3 | 13 |
| «Арсенал»          | 6 | 2 | 2 | 2 | 6  | 8  | -2 | 8  |
| «Ліон»             | 6 | 2 | 2 | 2 | 8  | 4  | +4 | 8  |
| «Спартак» (Москва) | 6 | 1 | 1 | 4 | 5  | 10 | -5 | 4  |

| Команда             | І | В | Н | П | МЗ | МП | РМ | О  |
| ------------------- | - | - | - | - | -- | -- | -- | -- |
| «Валенсія»          | 6 | 3 | 3 | 0 | 10 | 2  | +8 | 12 |
| «Манчестер Юнайтед» | 6 | 3 | 3 | 0 | 10 | 3  | +7 | 12 |
| «Штурм»             | 6 | 2 | 0 | 4 | 4  | 13 | -9 | 6  |
| «Панатінаїкос»      | 6 | 0 | 2 | 4 | 4  | 10 | -6 | 2  |

## Матч

### Деталі гри
Вже на третій хвилині зустрічі «Валенсія» відкрила рахунок завдяки пенальті, реалізованому Гаїскою Мендьєтою після гри рукою у власному карному майданчику центрального захисника «Баварії» Патріка Андерссона. За декілька хвилин мюнхенці могли зрівняти рахунок з пенальті, призначеного за порушення правил проти Штефана Еффенберга, втім голкіпер іспанського клубу Сантьяго Каньїсарес відбив удар з 11 метрів у виконанні Мехмета Шолля. Баварцям вдалося таки зрівняти рахунок на початку другого тайму, знов таки з пенальті — Амедео Карбоні зіграв рукою, а Штефан Еффенберг реалізував 11-метровий удар. 
Згодом голів забито не було, а в серії післяматчевих пенальті героєм гри став голкіпер «Баварії» Олівер Кан, який відбив 3 з 7 одинадцятиметрових.

### Протокол
| 23 травня 2001 |

| «Баварія»            | 1 — 1      | «Валенсія»         |
| -------------------- | ---------- | ------------------ |
| Еффенберг 51' (пен.) | (Протокол) | Мендьєта 3' (пен.) |

| «Сан Сіро», Мілан Глядачів: 71,500 Арбітр: Дік Йоль (Нідерланди) |

|                                                                                 |       | Пенальті                                                                   |  |
| Пауло Сержіо · Саліхаміджич · Ціклер · Андерссон · Еффенберг · Лізаразю · Лінке | 5 — 4 | Мендьєта · Кар'ю · Захович · Карбоні · Бараха · Кілі Гонсалес · Пельєгріно |  |

| «Баварія» | «Валенсія» |

| ВР               | 1  | Олівер Кан         |     |      |
| ЗХ               | 4  | Самуель Куффур     |     |      |
| ЗХ               | 5  | Патрік Андерссон   | 38' |      |
| ЗХ               | 25 | Томас Лінке        |     |      |
| ЗХ               | 2  | Віллі Саньоль      |     | 46'  |
| ЗХ               | 3  | Біксант Лізаразю   |     |      |
| ПЗ               | 23 | Овен Гаргрівз      |     |      |
| ПЗ               | 11 | Штефан Еффенберг   |     |      |
| ПЗ               | 7  | Мехмет Шолль       |     | 108' |
| ПЗ               | 20 | Хасан Саліхаміджич |     |      |
| НП               | 9  | Джоване Елбер      |     | 100' |
| Запасні:         |    |                    |     |      |
| ВР               | 22 | Бернд Дреєр        |     |      |
| ЗХ               | 18 | Міхаель Тарнат     |     |      |
| ПЗ               | 10 | Чіріако Сфорца     |     |      |
| НП               | 13 | Пауло Сержіо       |     | 108' |
| НП               | 19 | Карстен Янкер      |     | 46'  |
| НП               | 21 | Александер Ціклер  |     | 100' |
| НП               | 24 | Роке Санта-Крус    |     |      |
| Тренер:          |    |                    |     |      |
| Оттмар Гітцфельд |    |                    |     |      |

|             |    |                     |      |     |
|             |    |                     |      |     |
| ВР          | 1  | Сантьяго Каньїсарес | ЖК   |     |
| ЗХ          | 20 | Жослен Англома      |      |     |
| ЗХ          | 12 | Роберто Аяла        |      | 90' |
| ЗХ          | 2  | Маурісіо Пельєгріно |      |     |
| ЗХ          | 15 | Амедео Карбоні      | 26'  |     |
| ПЗ          | 19 | Рубен Бараха        |      |     |
| ПЗ          | 6  | Гаїска Мендьєта     |      |     |
| ПЗ          | 18 | Кілі Гонсалес       | 117' |     |
| ПЗ          | 35 | Пабло Аймар         |      | 46' |
| НП          | 17 | Хуан Санчес         |      | 66' |
| НП          | 7  | Джон Кар'ю          |      |     |
| Запасні:    |    |                     |      |     |
| ВР          | 25 | Андрес Палоп        |      |     |
| ЗХ          | 5  | Мирослав Джукич     |      | 90' |
| ЗХ          | 34 | Фабіу Ауреліу       |      |     |
| ПЗ          | 4  | Дідьє Дешам         |      |     |
| ПЗ          | 8  | Златко Захович      |      | 66' |
| ПЗ          | 14 | Вісенте             |      |     |
| ПЗ          | 23 | Давід Альбельда     |      | 46' |
| Тренер:     |    |                     |      |     |
| Ектор Купер |    |                     |      |     |

| Гравець матчу: Олівер Кан («Баварія») Арбітри: Яп Пол Ян-Віллем ван Велувен Четвертий арбітр: Ян Вегереф |